# Alchemilla maureri
Alchemilla maureri es una especie de planta del género Alchemilla, perteneciente a la familia Rosaceae.

## Taxonomía
Alchemilla maureri fue descrita por S. E. Fröhner en 1983.

## Distribución
Se encuentra en el territorio de Austria.